# Miracles (Someone Special)
«Miracles (Someone Special)» —en español: «Milagros (alguien especial)»— es una canción de la banda de rock británica, Coldplay y el rapero estadounidense, Big Sean. Fue lanzado el 14 de julio de 2017 como el segundo sencillo del decimotercer EP de Coldplay, Kaleidoscope. La canción cuenta con un fragmento de una línea de Michael J. Fox de Back to the Future.

## Video musical
Un video oficial de la canción fue lanzado el 15 de julio de 2017; Dirigida por Ben Mor, en el video se muestran varias fotografías, la mayoría de ellas referentes a inmigrantes que llegan a la Isla Ellis, entre finales del siglo XIX y principios del XX.

## Créditos
- Chris Martin - voz, guitarra acústica
- Jonny Buckland - guitarra eléctrica
- Guy Berryman - bajo
- Will Champion - batería, segunda voz
- Big Sean - rapping

## Posicionamiento en listas
| Listas (2017)                               | Mejor posición |
| ------------------------------------------- | -------------- |
| Argentina Anglo (Monitor Latino)            | 15             |
| Bélgica (Flandes) (Ultratop 50)             | 27             |
| Bélgica (Valonia) (Ultratip Bubbling Under) | 4              |
| Escocia (Scottish Singles Sales Chart)      | 29             |
| Francia (SNEP)                              | 73             |
| Irlanda (IRMA)                              | 98             |
| Italia (FIMI)                               | 76             |
| México Ingles Airplay (Billboard)           | 11             |
| Nueva Zelanda Heatseekers (RMNZ)            | 5              |
| Países Bajos (Dutch Top 40)                 | 30             |
| Polonia (Polish Airplay Top 100)            | 42             |
| Portugal (AFP)                              | 81             |
| Suecia (Sverigetopplistan)                  | 62             |
| Suiza (Schweizer Hitparade)                 | 45             |
| Reino Unido (UK Singles Chart)              | 58             |